# 唐斯维尔 (路易斯安那州)
唐斯维尔（英語：Downsville），是美国路易斯安那州下属的一座村镇。根据2010年美国人口普查，该市有人口141人。建置上，属于“village”。